# Cymbonotus lawsonianus
Cymbonotus lawsonianus es una especie de planta herbácea perteneciente a la familia  Asteraceae. Es originaria del sudeste de Australia. También ha sido descrita como Arctotis lawsoniana. Es una de las tres especies del género Cymbonotus.

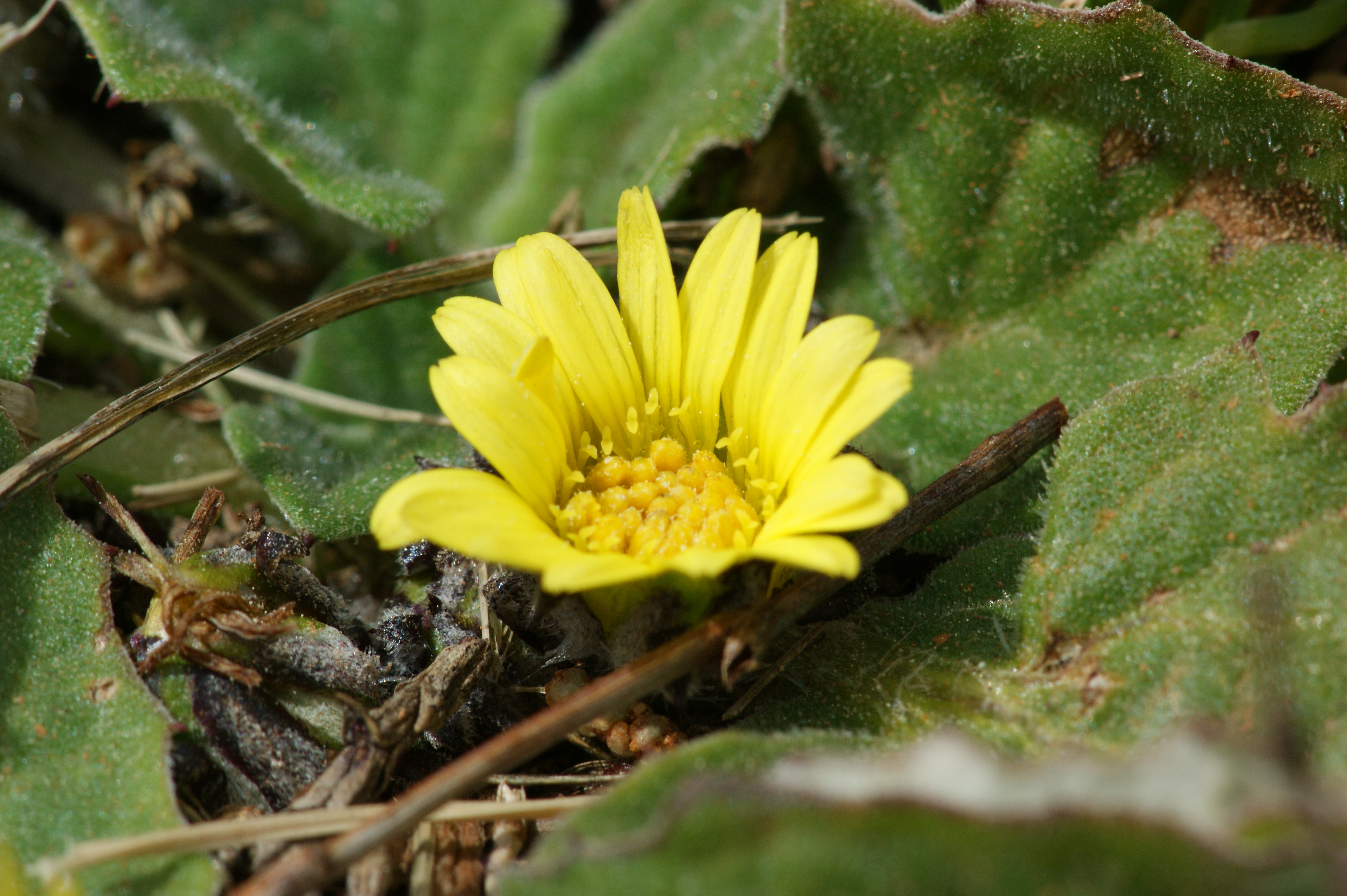
Detalle de la flor

## Descripción
Cymbonotus lawsonianus es una planta herbácea perenne que puede alcanzar los 30 cm  de altura, sus hojas están dispuestas en forma de roseta en el suelo. Las hojas son ovadas, lanceoladas o elípticas, y miden de 2 a 25 cm  de largo, 2-9 cm  de ancho, con márgenes enteros o dentados. Las flores amarillas se producen desde el otoño hasta la primavera (marzo-octubre), y son polinizadas por insectos. Son seguidas por pequeñas semillas de color negro a principios de primavera (septiembre y octubre).

## Distribución y hábitat
Se encuentra de Toowoomba y el Darling Downs en el este de Queensland, hacia el sur a través de Nueva Gales del Sur, y en el norte de Victoria, el sureste de Australia del Sur y Tasmania.  donde crece en los suelos arcillosos y areniscas y en margas, a menudo en bosques forestales o bosques abiertos. También se puede encontrar en los parques y jardines.

## Taxonomía
Estudios moleculares de los géneros africanos y C. lawsonianus mostraron que el género tiene una estrecha relación con los géneros Arctotis y Haplocarpha, lo que sugiere que deben haber sido dispersados, de algún modo, a través del Océano Índico hasta Australia.

## Usos
Es adaptable a la huerta familiar y crece en una variedad de suelos, aunque no tolera el encharcamiento. Es una buena planta de rocalla. Los primeros colonos mezclaban la planta  con manteca y la utilizaban como un bálsamo de heridas.

## Taxonomía
Cymbonotus lawsonianus  fue descrita por Charles Gaudichaud-Beaupré  y publicado en Voyage autour du monde, entrepris par ordre du roi, . . . éxécuté sur les corvettes de S. M. l'Uranie et la Physicienne, pendant les années 1817, 1818, 1819 et 1820; . . . Botanique 11: 462. 1829.
Etimología
Cymbonotus: nombre genérico que deriva del griego kymbe = "barco" y notos = "parte posterior": en alusión a la parte trasera convexa de los aquenios.
lawsonianus: epíteto que fue nombrado en honor del explorador William Lawson.
Sinonimia
- Arctotis australiensis Beauverd
- Arctotis lawsoniana (Gaudich.) Beauverd
- Cymbonotus preissianus Steetz[8]